# Collegio elettorale di Mortara (Camera dei deputati)
Il collegio di Mortara fu un collegio elettorale uninominale della Repubblica Italiana per l'elezione della Camera dei deputati. Apparteneva alla circoscrizione Lombardia 3 e fu utilizzato per eleggere un deputato nella XII, XIII e XIV legislatura.
Venne istituito nel 1993 con la cosiddetta Legge Mattarella (Legge n. 277, Nuove norme per l'elezione della Camera dei deputati), attuata in seguito al referendum abrogativo del 1993. La legge istituì per la Camera dei deputati e per il Senato della Repubblica un sistema di elezione misto, in parte maggioritario e in parte proporzionale. Il 75% dei parlamentari dell'assemblea veniva eletto in collegi uninominali tramite sistema maggioritario a turno unico; il restante 25% alla Camera veniva eletto tramite sistema proporzionale con liste bloccate.
Il collegio venne abolito insieme a tutti gli altri che costituivano la Camera con la promulgazione della legge elettorale successiva, la cosiddetta Legge Calderoli. Questa prevedeva un sistema proporzionale con premio di maggioranza, che alla Camera veniva attribuito a livello nazionale.

## Territorio
Il collegio di Mortara era uno dei 74 collegi uninominali in cui era suddivisa la Lombardia e, come previsto dal D.Lgs. del 20 dicembre 1993 n. 536, era interamente compreso nella provincia di Pavia e comprendeva i seguenti comuni: Albonese, Bastida de' Dossi, Bastida Pancarana, Breme, Bressana Bottarone, Candia Lomellina, Carbonara al Ticino, Casatisma, Casei Gerola, Castelletto di Branduzzo, Castello d'Agogna, Castelnovetto, Cava Manara, Ceretto Lomellina, Cergnago, Cervesina, Confienza, Corana, Cornale, Cozzo, Dorno, Ferrera Erbognone, Frascarolo, Galliavola, Gambarana, Gropello Cairoli, Langosco, Lomello, Lungavilla, Mede, Mezzana Bigli, Mezzana Rabattone, Mezzanino, Mortara, Nicorvo, Olevano di Lomellina, Palestro, Pancarana, Pieve Albignola, Pieve del Cairo, Pinarolo Po, Pizzale, Rea, Robbio, Rosasco, San Giorgio di Lomellina, San Martino Siccomario, Sannazzaro de' Burgondi, Sant'Angelo Lomellina, Sartirana Lomellina, Semiana, Silvano Pietra, Sommo, Suardi, Torre Beretti e Castellaro, Travacò Siccomario, Valle Lomellina, Velezzo Lomellina, Verretto, Verrua Po, Villa Biscossi, Villanova d'Ardenghi, Zeme e Zinasco.

## Eletti
| Elezione | Elezione                 | Deputato                       | Partito                 |
| -------- | ------------------------ | ------------------------------ | ----------------------- |
|          | 1994                     | Giacomo De Ghislanzoni Cardoli | Polo delle Libertà (FI) |
| 1996     | Polo per le Libertà (FI) | Giacomo De Ghislanzoni Cardoli |                         |
| 2001     | Casa delle Libertà (FI)  | Giacomo De Ghislanzoni Cardoli |                         |

## Dati elettorali

### XII legislatura

#### Risultati proporzionale
| Coalizioni        | Coalizioni           | Liste                           | Liste                              | Voti   | %     |
| ----------------- | -------------------- | ------------------------------- | ---------------------------------- | ------ | ----- |
|                   | Polo delle Libertà   |                                 | Forza Italia                       | 25.016 | 30,05 |
|                   | Polo delle Libertà   | Lega Nord                       | 16.352                             | 19,64  |       |
| Totale Coalizione | Totale Coalizione    | 41.368                          | 49,69                              |        |       |
|                   | Progressisti         |                                 | Partito Democratico della Sinistra | 15.486 | 18,60 |
|                   | Progressisti         | Rifondazione Comunista          | 6.154                              | 7,39   |       |
|                   | Progressisti         | Partito Socialista Italiano     | 1.350                              | 1,62   |       |
|                   | Progressisti         | Alleanza Democratica            | 778                                | 0,93   |       |
|                   | Progressisti         | La Rete - Movimento Democratico | 607                                | 0,73   |       |
| Totale coalizione | Totale coalizione    | 24.375                          | 29,27                              |        |       |
|                   | Patto per l'Italia   |                                 | Partito Popolare Italiano          | 7.425  | 8,92  |
|                   | Alleanza Nazionale   | Alleanza Nazionale              | Alleanza Nazionale                 | 5.431  | 6,52  |
|                   | Lista Pannella       | Lista Pannella                  | Lista Pannella                     | 3.240  | 3,89  |
|                   | Lega Alpina Lumbarda | Lega Alpina Lumbarda            | Lega Alpina Lumbarda               | 1.422  | 1,71  |
| Totale            | Totale               | Totale                          | Totale                             | 83.261 |       |

#### Risultati uninominale
|                               | Giacomo De Ghislanzoni Cardoli ✔️ Eletto | Polo delle Libertà (FI - LN - CCD - UDC) | 45 676 | 55,80 |  |  |  |  |  |
|                               | Giuseppe Carlo Abbà                      | Progressisti                             | 21 985 | 26,86 |  |  |  |  |  |
|                               | Pier Angelo Martinoli                    | Patto per l'Italia                       | 7 713  | 9,42  |  |  |  |  |  |
|                               | Giuseppe Claudio Fassardi                | Alleanza Nazionale                       | 6 485  | 7,92  |  |  |  |  |  |
| Totale                        | Totale                                   | Totale                                   | 81 859 | 100   |  |  |  |  |  |
|                               |                                          |                                          |        |       |  |  |  |  |  |
| Fonte: Ministero dell'interno |                                          |                                          |        |       |  |  |  |  |  |

### XIII legislatura

#### Risultati proporzionale
| Coalizioni        | Coalizioni          | Liste                                     | Liste                              | Voti   | %     |
| ----------------- | ------------------- | ----------------------------------------- | ---------------------------------- | ------ | ----- |
|                   | Polo per le Libertà |                                           | Forza Italia                       | 21.208 | 26,22 |
|                   | Polo per le Libertà | Alleanza Nazionale                        | 9.280                              | 11,47  |       |
|                   | Polo per le Libertà | CCD-CDU                                   | 2.750                              | 3,40   |       |
| Totale coalizione | Totale coalizione   | 33.238                                    | 41,09                              |        |       |
|                   | L'Ulivo             |                                           | Partito Democratico della Sinistra | 15.325 | 18,94 |
|                   | L'Ulivo             | Popolari per Prodi (PPI-SVP-PRI-UD-Prodi) | 3.708                              | 4,58   |       |
|                   | L'Ulivo             | Rinnovamento Italiano                     | 3.113                              | 3,85   |       |
|                   | L'Ulivo             | Federazione dei Verdi                     | 1.598                              | 1,98   |       |
| Totale coalizione | Totale coalizione   | 23.744                                    | 29,35                              |        |       |
|                   | Lega Nord           | Lega Nord                                 | Lega Nord                          | 16.585 | 20,50 |
|                   | Progressisti        |                                           | Rifondazione Comunista             | 7.332  | 9,06  |
| Totale            | Totale              | Totale                                    | Totale                             | 80.899 |       |

#### Risultati uninominale
|                               | Giacomo De Ghislanzoni Cardoli ✔️ Eletto | Polo per le Libertà | 31 470 | 39,23 |  |  |  |  |  |
|                               | Gian Carlo Mazza                         | L'Ulivo             | 30 977 | 38,62 |  |  |  |  |  |
|                               | Luigi Ferrari Bardile                    | Lega Nord           | 17 762 | 22,14 |  |  |  |  |  |
| Totale                        | Totale                                   | Totale              | 80 209 | 100   |  |  |  |  |  |
|                               |                                          |                     |        |       |  |  |  |  |  |
| Fonte: Ministero dell'interno |                                          |                     |        |       |  |  |  |  |  |

### XIV legislatura

#### Risultati proporzionale
| Coalizioni        | Coalizioni              | Liste                                 | Liste                   | Voti   | %     |
| ----------------- | ----------------------- | ------------------------------------- | ----------------------- | ------ | ----- |
|                   | Casa delle Libertà      |                                       | Forza Italia            | 28.873 | 37,72 |
|                   | Casa delle Libertà      | Alleanza Nazionale                    | 6.384                   | 8,34   |       |
|                   | Casa delle Libertà      | Lega Nord                             | 6.147                   | 8,03   |       |
|                   | Casa delle Libertà      | CCD-CDU                               | 1.067                   | 1,39   |       |
|                   | Casa delle Libertà      | Nuovo PSI                             | 682                     | 0,80   |       |
| Totale coalizione | Totale coalizione       | 43.153                                | 56,28                   |        |       |
|                   | L'Ulivo                 |                                       | Democratici di Sinistra | 14.218 | 18,58 |
|                   | L'Ulivo                 | La Margherita (Dem - PPI - RI- UDEUR) | 6.465                   | 8,45   |       |
|                   | L'Ulivo                 | Comunisti Italiani                    | 1.261                   | 1,65   |       |
|                   | L'Ulivo                 | Il Girasole (FdV - SDI)               | 1.179                   | 1,54   |       |
| Totale coalizione | Totale coalizione       | 23.123                                | 30,22                   |        |       |
|                   | Rifondazione Comunista  | Rifondazione Comunista                | Rifondazione Comunista  | 5.051  | 6,60  |
|                   | Lista Di Pietro         | Lista Di Pietro                       | Lista Di Pietro         | 2.519  | 3,29  |
|                   | Lista Pannella - Bonino | Lista Pannella - Bonino               | Lista Pannella - Bonino | 2.129  | 2,78  |
|                   | Democrazia Europea      | Democrazia Europea                    | Democrazia Europea      | 1.044  | 1,36  |
|                   | Paese Nuovo             | Paese Nuovo                           | Paese Nuovo             | 137    | 0,18  |
|                   | Abolizione scorporo     | Abolizione scorporo                   | Abolizione scorporo     | 65     | 0,08  |
| Totale            | Totale                  | Totale                                | Totale                  | 76.539 |       |

#### Risultati uninominale
|                               | Giacomo De Ghislanzoni Cardoli ✔️ Eletto | Casa delle Libertà | 41 342 | 54,27 |  |  |  |  |  |
|                               | Gianluigi Claus                          | L'Ulivo            | 31 893 | 41,87 |  |  |  |  |  |
|                               | Ernesto Ardenti                          | Democrazia Europea | 2 940  | 3,86  |  |  |  |  |  |
| Totale                        | Totale                                   | Totale             | 76 175 | 100   |  |  |  |  |  |
|                               |                                          |                    |        |       |  |  |  |  |  |
| Fonte: Ministero dell'interno |                                          |                    |        |       |  |  |  |  |  |